# 吳鈺萱
吳鈺萱（英語：Wu Yu-Syuan，1994年3月9日—），台灣女演員。身兼幼教老師。2018年參加第21屆鳳凰藝能「徵星計畫」成為旗下藝人。2021年加入小芙尼家族成為「Sandy姐姐」，同年首次演出民視八點檔《黃金歲月》，以徐曼婷一角打開知名度。

## 電視劇
| 年 份  | 頻 道 | 劇 名           | 飾 演  |
| 2020年 | 公視  | 《女孩荷爾蒙》  | 吳瑀青 |
| 2020年 | 民視  | 《無主之子》    | 文琪   |
| 2021年 | 民視  | 《日蝕遊戲》    | 珊珊   |
| 2021年 | 民視  | 《黃金歲月》    | 徐曼婷 |
| 2021年 | 民視  | 《孟婆客棧》    | 貴婦   |
| 2023年 | 華視  | 《婚姻結業式2》 | 女同學 |
| 2023年 | 民視  | 《市井豪門》    | 小A    |
| 2024年 | 民視  | 《愛的榮耀》    | 黃佳怡 |
| 2024年 | 民視  | 《好運來》      | 小梅   |
| 2026年 | 民視  | 《阿松與阿暖》  |        |

## MV
| 年 份  | 歌 手  | 曲 名                                 | 飾 演          | 備 註 |
| 2018年 | 陶晶瑩 | 沒有你就沒有我 （页面存档备份，存于） | 18歲時的陶晶瑩 |       |
| 2020年 | 滴妹   | 每一個我 （页面存档备份，存于）       | 高中生         |       |

## 音樂作品

### 小芙尼FoonieFamily
- 魔幻時刻 （页面存档备份，存于）（MV於2021年8月20日公開)

## 外部連結
- 鳳凰藝能－吳鈺萱 （页面存档备份，存于）
- 吳鈺萱的Facebook專頁
- 吳鈺萱的Instagram帳戶